# José Bernal Gutiérrez
Pour les articles homonymes, voir Bernal et Gutiérrez.
Bernal  Gutiérrez est un nom espagnol. Le premier nom de famille, en général paternel, est Bernal ; le second, en général maternel, souvent omis, est Gutiérrez.
José Bernal Gutiérrez, souvent appelé Pepe Bernal, né le 3 novembre 1974 à Marbella, est un homme politique espagnol.
Membre du Parti socialiste ouvrier espagnol (PSOE), il est maire de Marbella de 2015 à 2017.

## Biographie

### Situation personnelle
José Bernal Gutiérrez naît à Marbella, dans une famille d'origine modeste, le 3 novembre 1974. Il est marié et père d'un enfant.
En 1998, il obtient une licence en anthropologie sociale et culturelle à la faculté de philosophie et lettres de l'université de Malaga. Il réussit le concours de recrutement des enseignants, puis obtient un doctorat en histoire, avec une thèse consacrée à l'exploitation minière de Marbella au temps du Sexenio Democrático.
En 2014, il obtient un master en gestion des territoires et urbanisme à l'université ouverte de Catalogne.

### Parcours politique
Militant depuis 2003, il est élu en mai 2008 secrétaire général de la section du PSOE de Marbella. En février 2009, il est nommé directeur général de l'entreprise Acosol par la commission de gestion de la comarque de Costa del Sol Occidental.
Il conduit la liste du PSOE aux élections municipales de 2011 à Marbella, qui obtient 25,15 % des voix et 7 élus. Porte-parole du groupe socialiste au conseil municipal, il est élu l'année suivante au Parlement d'Andalousie en représentation de Malaga. Il y est notamment porte-parole de la commission Culture et Sport.
À l'issue des élections municipales de 2015, bien que minoritaire en nombre de voix, il est élu maire de Marbella grâce au soutien de Gauche unie Les Verts – Appel pour l'Andalousie, Costa del Sol Sí Puede (en) et Opción Sampedreña, qui lui permet d'obtenir 14 voix sur 27. Il est ainsi le premier maire socialiste de Marbella depuis 1991,.
Le 29 août 2017, il est renversé après l'adoption d'une motion de censure présentée par les élus municipaux du Parti populaire et d'Opción Sampedreña. Ángeles Muñoz Uriol — à qui il avait succédé en 2015 — est réélue maire de Marbella pour le PP.
De nouveau candidat du PSOE aux élections municipales de 2019, il est réélu conseiller municipal avec neuf de ses colistiers, sa liste obtenant 31,39 % des voix. Le 17 juillet 2019, candidat à la présidence de la députation provinciale de Malaga, au titre du PSOE, il est battu par José Francisco Salado Escaño (PP).